# NGC 7345
NGC 7345 (również PGC 69401 lub UGC 12130) – galaktyka spiralna (Sa), znajdująca się w gwiazdozbiorze Pegaza. Odkrył ją Édouard Jean-Marie Stephan 11 września 1872 roku.